# William Tell (film incompiuto)
William Tell è un film incompiuto ispirato alla figura di Guglielmo Tell, prodotto e interpretato da Errol Flynn. La pellicola, le cui riprese iniziarono in Italia nel 1953, doveva essere il debutto alla regia di Jack Cardiff. Girato in Cinemascope, prevedeva la location in un villaggio alpino, in parte ricostruito, in località Planpincieux vicino al Monte Bianco.
Flynn aveva coltivato il sogno di raccontare la leggenda di Guglielmo Tell fra i picchi valdostani e in quegli anni frequentava l'Italia. 
L'anno prima (esattamente fra il 1952 e 1953, la pellicola poi uscì nelle sale nel 1954) aveva girato fra i borghi di Avellino e i teatri di Cinecittà "Il maestro di Don Giovanni" al fianco di Gina Lollobrigida.
Per la Valle d'Aosta oltre a Franco Interlenghi venne ingaggiata la bionda Antonella Lualdi al posto di Sofia Loren, considerata troppo mediterranea.
Nel 1948 fu girato "Guglielmo Tell, l'arciere della Foresta Nera", un film con Gino Cervi.

## Produzione
Venti minuti del film costarono 223.000 sterline e l'affare finì nel tribunale fallimentare; se fosse stato completato in tempo, sarebbe stato il primo film indipendente girato in CinemaScope. Errol Flynn aveva investito 430.000 dollari su un budget totale di 860.000 (il resto doveva essere versato dalla produzione italiana). Le riprese iniziarono a giugno 1953, ma a settembre furono costrette ad interrompersi per i fondi esauriti ed anche perché i creditori sequestrarono set ed attrezzature. Il tribunale di Aosta ordinò il sequestro dei beni delle due società di produzione, fra cui la Junior films guidata da Flynn. Tra i creditori il Royal Hotel a Courmayeur ed altri soggetti fra cui anche ditte locali che fornirono i legnami per la costruzione del villaggio fittizio creato per le riprese. Flynn, già nei guai col fisco statunitense, sostenne che vi era un accordo fra la produzione USA e quella italiana, ma la situazione si complicò ulteriormente quando Bruce Cabot gli fece causa nel maggio 1955, presso il tribunale di Londra, per la cifra (poi mai ottenuta) di 17.357 sterline che gli sarebbero spettati per quattro settimane di lavoro sul set.